# Сорокалетний девственник
«Сорокалетний девственник» (англ. The 40-Year-Old Virgin) — первый полнометражный фильм Джадда Апатоу. Мировая премьера состоялась 19 августа 2005 года, премьера в России — 29 сентября 2005 года.

## Сюжет
Сорокалетний Энди Ститцер очень одинок — компанию ему составляют большая коллекция игрушечных героев комиксов (купленных в детстве, но так и не распакованных), компьютерные игры, караоке. Он работает кладовщиком в магазине, работники которого его опасаются, так как полагают, что Энди — серийный маньяк. Такие подозрения у них появились из-за того, что Энди не пьёт, не курит, никуда не ходит и не сидит в стриптиз-барах. Однако, когда один из друзей не может сыграть вечером в покер, коллеги приглашают Энди занять освободившееся место. После игры он случайно проговаривается, и его новые друзья понимают, что причина его странного поведения — девственность. У Энди за все 40 лет никогда не было секса. Они решают помочь Энди, но всё тщетно, все их планы терпят крах.
Но однажды Энди встречает случайно зашедшую в его магазин сорокалетнюю Триш, мать троих детей. Они разговорились и начали встречаться. Друзья Ститцера с нетерпением ждут «счастливого события» в жизни их друга, но Энди и Триш решили не торопиться с сексом. Энди предложил перейти к постели только после двадцатого свидания и Триш согласилась. Вот уже наступило и двадцатое свидание, а Энди никак не соберётся с духом. Триш подозревает самое ужасное и после случайного посещения квартиры своего парня убеждается, что у него не всё в порядке. Там она обнаруживает богатую коллекцию порнографии, которую Энди подарили друзья, и устраивает сцену. Только после того, как Энди едва не погиб под колёсами автомобиля Триш, и решительного выяснения отношений он, наконец, признаётся Триш, что он девственник.
Всё кончается благополучно: свадьбой главных героев и продолжительной постельной сценой, в которой Энди проявляет себя с лучшей стороны (со второй попытки).

## В ролях
| Актёр          | Роль              |
| -------------- | ----------------- |
| Стив Карелл    | Энди Ститцер      |
| Кэтрин Кинер   | Триш              |
| Пол Радд       | Дэвид             |
| Романи Малко   | Джей              |
| Сет Роген      | Кэл               |
| Элизабет Бэнкс | Бэт               |
| Лесли Манн     | Ники              |
| Минди Калинг   | Эми               |
| Джейн Линч     | Паула             |
| Шелли Мэлил    | Хазиз             |
| Кэт Деннингс   | Марла             |
| Челси Смит     | Джулия            |
| Ник Лашэвэй    | мальчик в клинике |
| Лорен Берман   | мальчик в клинике |
| Сьюзи Накамура | спид-дэйтер       |
| Сторми Дэниэлс | камео             |
| Дэвид Кокнер   | папаша в клинике  |
| Джона Хилл     | клиент eBay       |
| Кевин Харт     | клиент Smart Tech |